# Ljiljana Ranković
Pour les articles homonymes, voir Ranković.
Ljiljana Ranković (en alphabet cyrillique serbe : Љиљана Ранковић), née le 8 avril 1993 à Valjevo en Rf Yougoslavie (aujourd'hui en Serbie), est une joueuse internationale serbe de volley-ball évoluant au poste de réceptionneuse-attaquante.

## Biographie
C'est à la suite de la victoire de la Rf Yougoslavie masculine aux Jeux olympiques de Sydney en 2000 qu'elle tombe sous le charme de la discipline, jouant un rôle clé dans son orientation.

### Carrière
En 2007, elle rejoint le club du OK Vizura Belgrade. Agée de seulement 14 ans à ses débuts, elle remporte le Championnat de Serbie de Prva Liga (2e division nationale) en 2009. Lors de la saison 2012-2013, elle est prêtée au Smeč 5 Kragujevac, avec lequel elle devient championne de Prva Liga pour la seconde fois. Lors de l'exercice 2015-2016, c'est en tant que capitaine qu'elle mène l'équipe du Vizura à la victoire en Coupe de Serbie face au ŽOK Jedinstvo Stara Pazova. Elle remporte au total trois fois le Championnat de Serbie, deux fois la coupe et trois fois la supercoupe nationale entre 2007 et 2016.
Après neuf saisons en Serbie, elle rejoint le club français de l'ES Le Cannet, avec lequel elle est finaliste du Championnat de France 2016-2017, battue par l'ASPTT Mulhouse.
A l'intersaison 2017, elle est recrutée par le Racing Club de Cannes et devient la 9e joueuse serbe de l'histoire du club. Avec ce dernier, elle remporte la Coupe de France en 2018, le Championnat de France en 2019, ainsi que la supercoupe nationale lors de l'exercice suivant.
En 2020, elle retrouve le championnat serbe en s'engageant avec le ŽOK Ub. Au terme de sa première saison, elle gagne la Superliga pour la 4e fois.

### Équipe nationale serbe
En 2009, avec l'équipe de Serbie des moins de 18 ans, elle est finaliste du Championnat d'Europe puis finaliste du Championnat du monde, remporté par le Brésil. 
Avec l'équipe de Serbie des moins de 20 ans, elle est finaliste du Championnat d'Europe 2010.
En 2015, elle participe au Grand Prix mondial avec l'équipe de Serbie.

## Clubs
- OK Vizura Belgrade (2007–2012)
- OK Smeč 5 Kragujevac (prêt) (2012–2013)
- OK Vizura Belgrade (2013–2016)
- ES Le Cannet (2016–2017)
- RC Cannes (2017–2020)
- ŽOK Ub (2020–2022)

## Palmarès

### En sélection
- Championnat d'Europe des moins de 18 ans :
  - Finaliste en 2009.

- Championnat du monde des moins de 18 ans :
  - Finaliste en 2009.

- Championnat d'Europe des moins de 20 ans :
  - Finaliste en 2010.

### En club

#### en Serbie
- Championnat de Serbie (4) :
  - Vainqueur en 2014, 2015, 2016, 2021.
  - Finaliste en 2011, 2022.

- Coupe de Serbie (2) :
  - Vainqueur en 2015, 2016.
  - Finaliste en 2011, 2014, 2021.

- Supercoupe de Serbie (4) :
  - Vainqueur en 2013, 2014, 2015, 2020.
  - Finaliste en 2021.

- Championnat de Serbie de Prva Liga (2) : (2e division)
  - Vainqueur en 2009, 2013.

#### en France
- Championnat de France (1) :
  - Vainqueur en 2019.
  - Finaliste en 2017, 2018.

- Coupe de France (1) :
  - Vainqueur en 2018.

- Supercoupe de France (1) :
  - Vainqueur en 2019.

### Distinctions individuelles
- 2013-2014 : Championnat de Serbie — Meilleure réceptionneuse-attaquante.
- 2013-2014 : Coupe de Serbie — Meilleure réceptionneuse-attaquante.
- 2015-2016 : Championnat de Serbie — Meilleure réceptionneuse-attaquante.
- 2020-2021 : Championnat de Serbie — Meilleure réceptionneuse-attaquante.